# Ercolania gopalai
Ercolania gopalai is een slakkensoort uit de familie van de Limapontiidae. De wetenschappelijke naam van de soort is voor het eerst geldig gepubliceerd in 1937 door Rao.